# Chuichu, Arizona
Chuichu, Arizona (енгл. Chuichu) насељено је место без административног статуса у америчкој савезној држави Аризона.

## Демографија
По попису из 2010. године број становника је 269, што је 70 (-20,6%) становника мање него 2000. године.
| Група             | 2000.     | 2010.      |
| Белци             | 3 (0,9%)  | 5 (1,9%)   |
| Афроамериканци    | 0 (0,0%)  | 0 (0,0%)   |
| Азијати           | 0 (0,0%)  | 0 (0,0%)   |
| Хиспаноамериканци | 19 (5,6%) | 27 (10,0%) |
| Укупно            | 339       | 269        |